# EuroLeague Women 2013-2014
L'Eurolega di pallacanestro femminile 2013-2014 è stata la 23ª edizione della massima competizione europea per club. Il torneo è iniziato il 6 novembre 2013 ed è terminato con la final eight, giocata tra il 7 e il 13 aprile 2014 a Ekaterinburg, in Russia. Il Galatasaray ha vinto il trofeo per la prima volta.

## Regolamento
Le 20 squadre partecipanti sono state divise in 2 gironi di 7 squadre e uno di 6, con partite di andata e ritorno.

Le prime 5 di ogni girone si sono qualificate alla fase a eliminazione diretta. L'UMMC Ekaterinburg, squadra organizzatrice della final eight, è stata ammessa direttamente al torneo finale.

Gli ottavi di finale si sono giocati al meglio delle tre partite. Gli accoppiamenti sono stati definiti in base al ranking delle squadre qualificate.

## Regular season
Le partite si sono giocate tra il 6 novembre 2013 e il 26 febbraio 2014.

### Gruppo A

#### Classifica
|    | Squadra              | P.ti | G  | V | P  | PF  | PS  | DP   |
| -- | -------------------- | ---- | -- | - | -- | --- | --- | ---- |
| 1. | UMMC Ekaterinburg    | 18   | 10 | 8 | 2  | 803 | 596 | +207 |
| 2. | Tango Bourges        | 16   | 10 | 6 | 4  | 682 | 598 | +84  |
| 3. | Kayseri Kaski Spor   | 16   | 10 | 6 | 4  | 669 | 637 | +32  |
| 4. | Good Angels Košice   | 15   | 10 | 5 | 5  | 640 | 671 | -31  |
| 5. | Beretta Famila Schio | 15   | 10 | 5 | 5  | 676 | 647 | +29  |
| 6. | Uni Győr             | 10   | 10 | 0 | 10 | 522 | 843 | -321 |

#### Risultati
| Squadra              | BOU   | EKA    | GYŐ    | KAY   | KOŠ   | SCH   |
| -------------------- | ----- | ------ | ------ | ----- | ----- | ----- |
| Tango Bourges        |       | 77-69  | 85-49  | 75-54 | 69-57 | 55-61 |
| UMMC Ekaterinburg    | 57-52 |        | 115-51 | 82-45 | 83-55 | 74-61 |
| Uni Győr             | 48-64 | 43-101 |        | 65-88 | 60-67 | 56-70 |
| Kayseri Kaski Spor   | 61-56 | 78-77  | 91-37  |       | 69-77 | 68-53 |
| Good Angels Košice   | 61-77 | 68-72  | 75-64  | 42-53 |       | 71-67 |
| Beretta Famila Schio | 81-72 | 66-73  | 87-49  | 73-62 | 57-67 |       |

### Gruppo B

#### Classifica
|    | Squadra                  | P.ti | G  | V  | P | PF  | PS  | DP   |
| -- | ------------------------ | ---- | -- | -- | - | --- | --- | ---- |
| 1. | Fenerbahçe               | 24   | 12 | 12 | 0 | 858 | 709 | +149 |
| 2. | Nadežda Orenburg         | 19   | 12 | 7  | 5 | 831 | 741 | +90  |
| 3. | Wisła Cracovia           | 19   | 12 | 7  | 5 | 808 | 754 | +54  |
| 4. | UNIQA Euroleasing Sopron | 17   | 12 | 5  | 7 | 749 | 808 | -59  |
| 5. | Rivas Ecópolis           | 17   | 12 | 5  | 7 | 808 | 828 | -20  |
| 6. | Lattes-Montpellier       | 15   | 12 | 3  | 9 | 717 | 793 | -76  |
| 7. | Brno                     | 15   | 12 | 3  | 9 | 756 | 894 | -138 |

#### Risultati
| Squadra            | BRN   | FEN   | LMP   | NAD   | RIV   | SOP   | WIS   |
| ------------------ | ----- | ----- | ----- | ----- | ----- | ----- | ----- |
| Brno               |       | 60-68 | 67-64 | 76-67 | 68-89 | 71-69 | 61-67 |
| Fenerbahçe         | 78-57 |       | 78-50 | 71-69 | 84-60 | 71-64 | 67-59 |
| Lattes-Montpellier | 76-53 | 55-73 |       | 64-77 | 58-53 | 61-65 | 72-74 |
| Nadežda Orenburg   | 86-58 | 51-67 | 57-59 |       | 78-50 | 71-49 | 74-53 |
| Rivas Ecópolis     | 78-60 | 62-71 | 63-56 | 90-71 |       | 60-65 | 62-76 |
| UNIQA Sopron       | 73-67 | 53-57 | 61-54 | 52-70 | 81-79 |       | 61-67 |
| Wisła Cracovia     | 79-58 | 69-73 | 72-48 | 52-60 | 60-62 | 80-56 |       |

### Gruppo C

#### Classifica
|    | Squadra             | P.ti | G  | V  | P  | PF  | PS  | DP   |
| -- | ------------------- | ---- | -- | -- | -- | --- | --- | ---- |
| 1. | ZVVZ USK Praga      | 22   | 12 | 10 | 2  | 859 | 716 | +143 |
| 2. | Sparta&K Vidnoe     | 21   | 12 | 9  | 3  | 797 | 701 | +96  |
| 3. | Galatasaray         | 20   | 12 | 8  | 4  | 830 | 692 | +138 |
| 4. | Perfumerías Avenida | 18   | 12 | 6  | 6  | 800 | 800 | 0    |
| 5. | CCC Polkowice       | 16   | 12 | 4  | 8  | 673 | 728 | -55  |
| 6. | Kibirkštis-VIČI     | 15   | 12 | 3  | 9  | 754 | 934 | -180 |
| 6. | Novi Zagreb         | 14   | 12 | 2  | 10 | 728 | 870 | -142 |

#### Risultati
| Squadra             | AVE   | GAL   | KIB   | NZG   | POL   | PRA   | SPA   |
| ------------------- | ----- | ----- | ----- | ----- | ----- | ----- | ----- |
| Perfumerías Avenida |       | 68-48 | 97-70 | 74-57 | 59-44 | 79-77 | 59-66 |
| Galatasaray         | 81-56 |       | 81-60 | 63-55 | 62-49 | 58-63 | 63-50 |
| Kibirkštis-VIČI     | 81-64 | 39-90 |       | 86-68 | 39-54 | 71-86 | 55-68 |
| Novi Zagreb         | 76-77 | 67-92 | 70-67 |       | 71-66 | 49-87 | 64-68 |
| CCC Polkowice       | 57-53 | 45-70 | 66-68 | 62-53 |       | 64-67 | 65-56 |
| ZVVZ USK Praga      | 76-58 | 67-63 | 93-62 | 57-52 | 63-46 |       | 66-67 |
| Sparta&K Vidnoe     | 67-56 | 73-59 | 97-56 | 71-46 | 67-55 | 47-57 |       |

## Ottavi di finale
Le partite si sono giocate l'11, il 14 e il 19 marzo 2014.
| Squadra 1          | Totale | Squadra 2            | Gara 1  | Gara 2  | Gara 3  |
| ------------------ | ------ | -------------------- | ------- | ------- | ------- |
| ZVVZ USK Praga     | 2 – 1  | Rivas Ecópolis       | 77 – 58 | 57 – 62 | 54 – 38 |
| Sparta&K Vidnoe    | 2 – 0  | UNIQA Sopron         | 81 – 43 | 69 – 54 |         |
| Tango Bourges      | 2 – 1  | Good Angels Košice   | 59 – 51 | 54 – 61 | 67 – 57 |
| Nadežda Orenburg   | 2 – 0  | Wisła Cracovia       | 52 – 48 | 83 – 76 |         |
| Kayseri Kaski Spor | 2 – 1  | Beretta Famila Schio | 63 – 50 | 61 – 74 | 63 – 61 |
| Fenerbahçe         | 2 – 0  | CCC Polkowice        | 75 – 57 | 64 – 48 |         |
| Galatasaray        | 2 – 0  | Perfumerías Avenida  | 70 – 61 | 75 – 54 |         |

## Final Eight

### Quarti di finale
Le partite si sono giocate tra il 7 e il 9 aprile 2014.

#### Gruppo A
|    | Squadra            | P.ti | G | V | P | PF  | PS  | DP  |
| -- | ------------------ | ---- | - | - | - | --- | --- | --- |
| 1. | Fenerbahçe         | 6    | 3 | 3 | 0 | 190 | 181 | +9  |
| 2. | Galatasaray        | 5    | 3 | 2 | 1 | 192 | 185 | +7  |
| 3. | Sparta&K Vidnoe    | 4    | 3 | 1 | 2 | 173 | 174 | -1  |
| 4. | Kayseri Kaski Spor | 3    | 3 | 0 | 3 | 162 | 177 | -15 |

| Squadra            | FEN | GAL     | KAY     | SPA     |
| ------------------ | --- | ------- | ------- | ------- |
| Fenerbahçe         |     | 68 – 66 | 64 – 58 | 58 – 57 |
| Galatasaray        |     |         | 58 – 56 | 68 – 61 |
| Kayseri Kaski Spor |     |         |         | 48 – 55 |
| Sparta&K Vidnoe    |     |         |         |         |

#### Gruppo B
|    | Squadra           | P.ti | G | V | P | PF  | PS  | DP  |
| -- | ----------------- | ---- | - | - | - | --- | --- | --- |
| 1. | UMMC Ekaterinburg | 6    | 3 | 3 | 0 | 233 | 146 | +87 |
| 2. | Tango Bourges     | 4    | 3 | 1 | 2 | 159 | 190 | -31 |
| 3. | ZVVZ USK Praga    | 4    | 3 | 1 | 2 | 167 | 179 | -12 |
| 4. | Nadežda Orenburg  | 4    | 3 | 1 | 2 | 156 | 200 | -44 |

| Squadra           | BOU | EKA     | NAD     | PRA     |
| ----------------- | --- | ------- | ------- | ------- |
| Tango Bourges     |     | 43 – 82 | 65 – 52 | 51 – 56 |
| UMMC Ekaterinburg |     |         | 80 – 47 | 71 – 56 |
| Nadežda Orenburg  |     |         |         | 57 – 55 |
| ZVVZ USK Praga    |     |         |         |         |

### Fase a eliminazione diretta
|  | Semifinali        | Semifinali        | Semifinali |            |             | Finale             | Finale             | Finale             |  |
|  |                   |                   |            |            |             |                    |                    |                    |  |
|  | UMMC Ekaterinburg | UMMC Ekaterinburg | 70         |            |             |                    |                    |                    |  |
|  | UMMC Ekaterinburg | UMMC Ekaterinburg | 70         |            |             |                    |                    |                    |  |
|  | Galatasaray       | Galatasaray       | 77         |            |             |                    |                    |                    |  |
|  | Galatasaray       | Galatasaray       | 77         |            | Galatasaray | Galatasaray        | 69                 |                    |  |
|  |                   |                   |            |            | Galatasaray | Galatasaray        | 69                 |                    |  |
|  |                   |                   | Fenerbahçe | Fenerbahçe | 58          |                    |                    |                    |  |
|  | Fenerbahçe        | Fenerbahçe        | Fenerbahçe | Fenerbahçe | 58          | 59                 |                    |                    |  |
|  | Fenerbahçe        | Fenerbahçe        |            |            |             | 59                 |                    |                    |  |
|  | Tango Bourges     | Tango Bourges     | 50         |            |             | Finale terzo posto | Finale terzo posto | Finale terzo posto |  |
|  | Tango Bourges     | Tango Bourges     | 50         |            |             |                    |                    |                    |  |
|  |                   |                   |            |            |             |                    |                    |                    |  |
|  |                   |                   |            |            |             | UMMC Ekaterinburg  | UMMC Ekaterinburg  | 80                 |  |
|  |                   |                   |            |            |             | UMMC Ekaterinburg  | UMMC Ekaterinburg  | 80                 |  |
|  |                   |                   |            |            |             | Tango Bourges      | Tango Bourges      | 60                 |  |